# Søren Rasmussen
Søren Rasmussen,  född 15 december 1768, död 26 juni 1850, var en norsk vetenskapsman.
Rasmussen deltog 1809 i stiftandet av Selskapet for Norges vel och tillhörde 1813 den första uppsättningen professorer vid Kristiania universitet med matematik och fysik som ämnen. Åren 1815–16 var han Kristianias förste representant i Stortinget och 1825–38 direktör för statskassans affärskontor.